# Грин (округ, Теннесси)
Округ Грин (англ. Greene County) располагается в США, в штате Теннесси. Официально образован в 1783 году. По состоянию на 2010 год, численность населения составляла 68 831 человек. Получил своё название в честь американского генерала Натаниэля Грина.

## География
По данным Бюро переписи США, общая площадь округа равняется 1620 км², из которых 1610 км² — суша, и 5,2 км², или 0,3 % — это водоёмы.

### Соседние округа
- Хокинс (Теннесси) — север
- Вашингтон (Теннесси) — восток
- Юникой (Теннесси) — юг-восток
- Мадисон (Северная Каролина) — юг
- Кок (Теннесси) — юго-запад
- Хамблен (Теннесси) — запад

## Демография
По данным переписи населения 2000 года в округе проживает 62 909 жителей в составе 25 756 домашних хозяйств и 18 132 семьи. Плотность населения составляет 39 человек на км². На территории округа насчитывается 28 116 жилых строений, при плотности застройки 17 строений на км². Расовый состав населения: белые — 96,42 %, афроамериканцы — 2,11 %, коренные американцы (индейцы) — 0,18 %, азиаты — 0,27 %, гавайцы — 0,02 %, представители других рас — 0,43 %, представители двух или более рас — 0,56 %. Испаноязычные составляли 1,02 % населения.
В составе 29,20 % из общего числа домашних хозяйств проживают дети в возрасте до 18 лет, 55,70 % домашних хозяйств представляют собой супружеские пары, проживающие вместе, 10,80 % домашних хозяйств представляют собой одиноких женщин без супруга, 29,60 % домашних хозяйств не имеют отношения к семьям, 25,80 % домашних хозяйств состоят из одного человека, 10,70 % домашних хозяйств состоят из престарелых (65 лет и старше), проживающих в одиночестве. Средний размер домашнего хозяйства составляет 2,38 человека, и средний размер семьи — 2,84 человека.
Возрастной состав округа: 22,20 % — моложе 18 лет, 8,10 % — от 18 до 24, 28,70 % — от 25 до 44, 26,10 % — от 45 до 64, и 14,80 % — от 65 и старше. Средний возраст жителя округа — 39 лет. На каждые 100 женщин приходится 95,10 мужчин. На каждые 100 женщин старше 18 лет приходится 91,40 мужчин.
Средний доход на домохозяйство в округе составлял 30 382 USD, на семью — 36 889 USD. Среднестатистический заработок мужчины был 26 331 USD против 20 304 USD для женщины. Доход на душу населения составлял 15 746 USD. Около 11,20 % семей и 14,50 % общего населения находились ниже черты бедности, в том числе — 19,00 % молодежи (тех, кому ещё не исполнилось 18 лет) и 16,70 % тех, кому было уже больше 65 лет.